# Simianus obscurus
Simianus obscurus is een keversoort uit de familie Callirhipidae. De wetenschappelijke naam van de soort werd in 1924 als Simianellus obscurus gepubliceerd door Fritz Isidore van Emden.